# 藤崎詩織
藤崎 詩織（ふじさき しおり）とは、コナミが1994年に発売したゲームソフト『ときめきメモリアル』に登場する架空の人物。同作品のメインヒロインであり、ときめきメモリアルシリーズの多数の関連作品に登場する。
1997年に公開された実写の映画「ときめきメモリアル」においては、ゲーム作品からの唯一の登場人物である。雑誌のゲームキャラクター人気投票で1位に選ばれるなど、キャラクターとして大きな人気を集めた。人気の高さから、現実世界においてバーチャルアイドルとして活動、歌手デビューを果たしている。担当声優は金月真美。映画版では吹石一恵が演じている。

## 人物
身長158cm。きらめき高校のアイドル的存在。容姿端麗・成績優秀・スポーツ万能・品行方正で誰にでも優しいと、ほぼ完璧に近い女性。黄のヘアバンドで抑えた、背中まである赤いロングヘアがトレードマーク。寝るときに羊を数える癖がある（PS・SS版では主人公が向いに住む詩織の部屋をクリックすると、詩織が羊を数えてくれる）。
主人公とのエピソード
主人公とは、小学校時代からの幼馴染で家は隣同士。主人公から名前を呼び捨てにされても平気なほど仲が良く、小学校時代は2人でいる事が多かった。しかし、思春期を境に主人公を異性として意識し始めた事から若干距離を置く。その後、一緒にきらめき高校に入学するがこの時点ではただの幼馴染であり、主人公は異性として少なからず気にかけているものの、詩織がどう思っているかは分からない状態である。ちなみに、きらめき中央公園をデート場所に選ぶと、芝生に座った時に小学校の頃に親に内緒で2人で勝手に公園に行った事がある事や、主人公が公園の池で溺れかけた事を回想する（これらのエピソードは、『旅立ちの詩』の回想シーンで詳しく描かれている）。なお、映画版ではゲーム版とは違い、主人公の2歳年下の幼馴染という設定になっている。
誕生日・血液型・部活
誕生日と血液型はプレイヤーが指定する（ゲーム中の初期値はなく、プレイヤーが設定しない場合はランダムに決定される）。それにより所属する部活と主人公との相性の初期設定値が変化する（『POCKET』では部活はランダムに決定される）。なお『ときめきメモリアル 〜forever with you〜』のみ、特定の日を誕生日に指定することで発生するイベントも存在する。また『forever with you』の年代設定では1979年度（1979年4月2日から1980年4月1日）生まれとなるが、本来そこに含まれるはずの1980年2月29日（1980年が閏年であることによる）を誕生日に設定することはできない。
ただし『ときめきメモリアル プライベートコレクション』では誕生日が5月27日（PCエンジン版の発売日）、血液型がA型に設定されている。
好み・趣味
好きな食べ物はパスタなどのイタリア料理で、嫌いな食べ物は特にない。
趣味は音楽鑑賞で、クラシック音楽を好んで聴く。
トレードマークのヘアバンドは、集めることも趣味である（『旅立ちの詩』の回想シーンでは小学校時代から着けていることが確認できる）。さらに本作の15年後の設定の続編『ときめきメモリアル4』では、詩織の親戚にあたるメインヒロインの一人を務める皐月優から、『4』の本編開始の2009年時点で1978年生まれの詩織が31歳になった後もヘアバンドを変わらず愛用しているらしく、中でも黄色のヘアバンドを好んで使用するという話を聞くことができる。
好きなデートスポットは、近所の公園（『プライベートコレクション』のクイズで判明）。
卒業後
一流大学に進学する。『対戦ぱずるだま』のエンディングでは、カナダのスキー場に滞在してスキーを楽しんでいる。
『ときめきメモリアル2 Substories 〜Memories Ringing On〜』では、出番自体は少ないものの隠れ攻略ヒロインの一人として、館林見晴とともに特別ゲストとして登場した（声も『1』と同じく金月が担当）。また、作品の設定のため登場時は一流大学に通う大学2年生である。大学内では「キャンパスの女王」と呼ばれていることが、『2』の主人公の口から語られている。詩織本人によると、『2』の舞台・ひびきの高校が存在する隣町のひびきの市には一度も行ったことがなく、ひびきの高校に伝わる伝説の鐘のことも知らなかったらしい。
皐月優との関係
本作の15年後の設定の続編『ときめきメモリアル4』では、メインヒロインの一人を務める皐月優（声：滝田樹里）の親戚という設定が追加されている。詩織本人は作中に直接登場せず、体育祭の記録レコードで名前が出るのみだが、皐月が憧れている親戚の女性として彼女の存在が登場する。卒業式の日に伝説の樹の下で『1』の主人公に告白し、その後彼と結ばれて幸せに暮らしていることが皐月の口から語られている。
幼少期の皐月に伝説の樹の存在を教えたのは詩織であり、伝説の樹に憧れを抱いた皐月は進学先にきらめき高校を選んでいる。また、詩織の影響を強く受けた皐月は、彼女が趣味としていた音楽鑑賞やヘアバンド収集を自身も趣味とするようになっている。また、皐月のスリーサイズは高校3年時の詩織のスリーサイズと同じに設定されている。彼女の台詞やイベントも、『1』の詩織のものと同じか酷似しているものが多い。
これらの点について皐月を演じた滝田は、自身がパーソナリティを務める『4』のラジオ番組『あなたと！ときめきメモリアル』第19回で、ゲストとして出演した詩織役の金月との対談において、「詩織のオマージュ的な部分があり、皐月と同じようで同じではないため、詩織との違いを表すことが難しかった」とコメントしている。
皐月曰く、詩織には全てにおいて足元にも及ばないらしい。このことから、彼女の存在はあらゆる面で皐月に大きな影響を与えているといえる。皐月の話によると、詩織とは交流があるらしい。

## アイドル展開
『ときめきメモリアル』は、1994年の発売当初は、女性キャラクターを売り物とする、いわゆるギャルゲーに対し否定的な硬派なゲームファンをも唸らせる高品質なゲームとして評価を得たが、ファンの広がりとともに、次第にキャラクター人気を中心に商品展開がなされるようになる。
コナミは、バーチャルアイドルとして人気を集めるようになった藤崎を、通常の女性アイドルのように展開することを目論み、1996年にキャラクターの名義での歌手デビューをさせている。その際、総額2億円もの生身のアイドル並みのプロモーション費用が投じられた。同年11月1日には「PlayStation Expo 96-97」でゲーム関係のみならずラジオや新聞等のメディアも集めた大掛かりなソロデビュー記者会見も行われた。大手芸能プロダクション渡辺プロダクションの関連会社も係わり、デビューシングル「教えてMr.Sky/風と一緒に行こう」をはじめ、楽曲には外部の有名作詞・作曲家やミュージシャンを複数起用した。なお実際に歌唱した担当声優の金月の名前を出さず、ゲームキャラクターの名義でCDを発売したが、当時としてはセンセーショナルな出来事だった。コナミやコナミミュージックは、外部からの問い合わせにも「歌っているのは藤崎です」と答えていた。テレビ、ラジオといったメディアに金月が声を演じる藤崎が出演するといったことも行われた。歌手デビューと同時期に、藤崎詩織の公式ファンクラブ「Shiori Mate」（シオリメイト、詳細はときめきメモリアルシリーズ#ファンクラブを参照）も設立され、一次募集だけで1万人を超える会員を集めた。1997年2月14日に発売されたファーストアルバム『My Sweet Valentine』は、オリコンの週間アルバムランキングで9位にランクインしている。同年には写真集『Message 藤崎詩織ポートレート集』（ISBN 978-4871888516）を発売した。
金月の回想によると、イベントに出始めた当初は、作品の世界観との関係について悩むこともあったという。藤崎としてしゃべる場合は、金月はあくまで藤崎の声の担当という立場であり、自身の判断でしゃべるわけではなかったが、ラジオ番組の出演ではアドリブに対応しなければならないといった苦労もあった。

## 評価・反響
『ときめきメモリアル』は、卒業式の当日に意中の女生徒から愛の告白を受けられることを目指し、プレイヤーが3年間の高校生活を送る主人公を育成していくというシミュレーションゲームであるが、特にメインヒロインである藤崎の理想の男の子への条件は非常に厳しく、「ラスボス」になぞらえられることもあった。クリアが容易に出来るよう改変されたセーブデータを格納したメモリーカードが販売され、裁判に発展するという事件まで発生している。
「容姿端麗、頭脳明晰、スポーツ万能、きらめき高校のスーパーアイドル」と評され、大きな人気を集めたキャラクターではあるが、一方でクリア条件があまりにも厳しいことや、下校に誘っても好感度が一定値以上無いと「一緒に帰って友達に噂とかされると恥ずかしいし」という彼女を代表するセリフですげなく断られることなどから、嫌悪感を持ってしまったプレイヤーも少なくなかったという。
「バーチャルアイドル」というアイドル像は、ゲーム世界から離れて一個のキャラクターとしてタレントのような人気を獲得するようになった『ときめきメモリアル』のヒロインたちにより確立したとも言われる。その活躍は、世間一般からはひとつの社会現象とも受け止められ、ライブイベントで映像として映し出された藤崎にファンが声援を送る様子がニュース番組で取り上げられるなど、新聞、テレビ、雑誌といった多くのマスメディアで物議をかもした。ただし世間の反応は、実在の女性と交際できない若者が代わりに架空の女性を求めるのだといったものや、生身の女性を求めない雄としての弱さを指摘するなど、概して否定的なものだったという（いわゆる二次元コンプレックス、“俺の嫁”）。
コナミはアイドルという存在のあるべき姿を、1980年代半ばのおニャン子クラブの登場によってアイドルへの幻想が失われる以前のアイドルに求め、そうしたアイドル観に基づいて藤崎詩織というバーチャルアイドルを演出しようとした。清純なイメージを守るため、藤崎をモデルにした同人アダルトアニメ作品の製作者を提訴（詳細はときめきメモリアル・アダルトアニメ映画化事件を参照）するなど、二次創作への介入も行った。二次創作への対応には、藤崎のイメージを傷つけられることを嫌うファンのからの苦情や要請に後押しされた部分もある。一方で、こうした対応は、『ときめきメモリアル』を題材とした二次創作の盛り上がりを妨げることになり、パロディにしたりファンやユーザーが変形して遊ぶのを許さないことは、遊ぶ範囲を狭め作品の魅力を失わせる行為だとして、コミックマーケット代表を務めていた米澤嘉博から繰り返し批判された。
なお金月の回想によると、『ときめきメモリアル』では、イベントなどで全く性格の異なる金月自身が素でしゃべる機会が多かったためか、（21世紀に入ってからの状況のように）藤崎と金月（キャラクターと声優）がファンから同一視されるようなことは無かったという。

## ディスコグラフィ
1996年12月から1999年12月までの間に、以下のシングル5枚、スタジオ・アルバム3枚、ベスト・アルバム1枚が藤崎詩織名義で発売された。
シングル
1. 教えてMr.Sky/風と一緒に行こう（おしえてミスタースカイ/かぜといっしょにゆこう） - 1996年12月5日発売
2. 終わらないメモリー/鼓動を止められなくて（おわらないメモリー/こどうをとめられなくて） -1997年9月26日
3. もう一度キスしよう/夢を抱きしめていて（もういちどキスしよう/ゆめをだきしめていて） - 1998年3月4日発売
4. 幸せのイメージ（しあわせのイメージ） - 1999年3月5日発売
5. いっしょにいたいから/風になってその胸に（いっしょにいたいから/かぜになってそのむねに） - 1999年11月3日発売

アルバム
1. My Sweet Valentine（マイ・スウィート・バレンタイン） -1997年2月14日発売
2. Memories（メモリーズ） - 1997年11月6日発売
3. 風の扉（かぜのとびら） - 1999年4月2日発売
4. forever with you（フォーエバー・ウィズ・ユー） - 1999年12月3日発売、ベスト・アルバム

いずれも発売元はコナミまたはその音楽部門の分社子会社コナミミュージックエンタテインメント (KME)、販売はキングレコード（コナミレーベル）である。
他に、1998年4月3日に発売された岩代太郎による本項楽曲などのピアノ演奏によるインストゥルメンタル曲を収めたアルバム『藤崎詩織 piano collection』（ふじさきしおりピアノコレクション）にてボーカル曲が1曲収録されている。また、「栗林みえ with 藤崎詩織」名義のシングル「Say Hello!」（セイ・ハロー）が1998年5月22日に発売されている。
なお、下記で記述する楽曲の他に、藤崎詩織の関連楽曲としては『ときめきメモリアル』の主題歌やメディアミックス作品に関連するイメージソングがあり、2002年にこれらを収めたコンピレーション・アルバム『藤崎詩織イメージソング集 たいせつな君へ』が発売されているが、これは金月名義のものであり、本項では取り扱わない。なお、本項で記述する楽曲については、いずれも金月の名は明記されていない。
本項に於いて、カラオケトラックは、実際の表記にかかわらず (KARAOKE) と表記する。

### シングル
規格は全て8センチCDである。

#### 教えてMr.Sky/風と一緒に行こう
1996年12月5日に発売されたデビューシングル。規格品番 KIDA-7618、コナミの品番はLM-023。本作両曲のビデオクリップが1997年にプレイステーション・セガサターン向けに発売されたファンディスク『ときめきメモリアル Selection藤崎詩織』に収録されている。なおこの作品は1996年12月14日放送の「CDTV」において、オリコンチャートを上回る21位に初登場、翌週も45位にランクインし、前述のMVが放映された。
収録曲
1. 教えてMr.Sky [4:00]
作詞：森雪之丞、作曲：財津和夫、編曲：根岸貴幸
  - フジテレビ系列『上岡・ヒロミの花も嵐も』エンディングテーマ
  - 文化放送『CLUBときめきメモリアル』初期オープニングテーマ

2. 風と一緒に行こう [4:12]
作詞・作曲：尾崎亜美、編曲：富田素弘
3. 教えてMr.Sky （KARAOKE）
4. 風と一緒に行こう  (KARAOKE)

#### 終わらないメモリー/鼓動を止められなくて
1997年9月26日発売の第2弾シングル。規格品番 KIDA-7635、コナミの品番は LM-039。セカンドアルバム「Memories」に収録されているが、REMIXされて収録されている。カップリングの「鼓動を止められなくて」はアルバムに収録されていない。
収録曲
1. 終わらないメモリー [4:13]
作詞・作曲：小比類巻かほる、編曲：根岸貴幸
  - 文化放送『CLUBときめきメモリアル』中期オープニングテーマ

2. 鼓動を止められなくて [4:48]
作詞：IGA、作曲：めたるゆーき、編曲：岩本正樹
3. 終わらないメモリー  (KARAOKE)

#### もう一度キスしよう/夢を抱きしめていて
1998年3月4日発売の第3弾シングル。規格品番 KIDA-7641、コナミの品番はLM-050。
収録曲
1. もう一度キスしよう [5:03]
作詞：サンプラザ中野、作曲・編曲：西脇辰弥
  - 文化放送『CLUBときめきメモリアル』後期オープニングテーマ

2. 夢を抱きしめていて [5:23]
作詞：及川眠子、作曲：M Rie、編曲：根岸貴幸
3. もう一度キスしよう  (KARAOKE)

#### 幸せのイメージ
1999年3月5日発売の第4弾シングル。シングル中本作だけが両A面でない。規格品番 KIDA-7653、コナミの品番は LM-068。
収録曲
1. 幸せのイメージ [4:43]
作詞：秋山奈津、作曲：桐岡麻季、編曲：岩﨑元是
  - プレイステーション、セガサターン用ゲーム『ときめきメモリアルドラマシリーズ Vol.3 旅立ちの詩』藤崎詩織エンディングテーマ

2. a promise [5:16]
作詞：くまのきよみ、作曲：M Rie、編曲：岩崎元是
3. 幸せのイメージ (KARAOKE) [4:39]

#### いっしょにいたいから/風になってその胸に
1999年11月3日に発売された第5弾シングルで、最後のシングルとなった。規格品番 KMDA-1、コナミの品番は LM-071。「いっしょにいたいから」はベストアルバム「forever with you」には収録されたが、純粋なアルバムには未収録。「風になってその胸に」はアルバムに収録されていない。
収録曲
1. いっしょにいたいから [5:36]
作詞：さゆ鈴、作曲：M Rie、編曲、根岸貴幸
2. 風になってその胸に [4:30]
作詞：白峰美津子、作曲ː宮島律子、編曲：根岸貴幸
3. いっしょにいたいから  (KARAOKE)
4. 風になってその胸に  (KARAOKE)

### スタジオ・アルバム
規格は全て12センチCDである。

#### My Sweet Valentine
1997年2月14日（バレンタインデー）に発売されたファーストアルバム。規格品番 KICA-7753、コナミの品番は LC-206。収録曲はシングル曲2曲と新規収録曲4曲（うち1曲はカバー）、他に新規収録曲のうち2曲のカラオケトラックであり、形態としてはミニアルバムに近い。また、価格も1,942円（税別、1997年3月31日までは税込2,000円）に抑えられている。
オリコンチャートで初回第9位を記録した。
収録曲
1. My Sweet Valentine [5:05]
作詞：国分友里恵、作曲・編曲：岩本正樹
2. 教えてMr.Sky [4:01]
表記はないが、シングルとは幾つかの楽器パートに違いがある他、エンディングも違う。
3. シグナル [4:36]
作詞：青柳美奈子、作曲：小西真理、編曲：山本健司
4. 夢をあきらめないで [4:55]
作詞・作曲：岡村孝子、編曲：根岸貴幸
岡村の同名曲のカバー。原曲に比べキーは高い。
5. 風と一緒に行こう [4:09]
6. 卒業アルバム [4:47]
作詞・作曲：金月真美、編曲：根岸貴幸
7. 夢をあきらめないで  (KARAOKE)
8. 卒業アルバム  (KARAOKE)

#### Memories
1997年11月6日に発売された2枚目のアルバムだが、実質的には初のフルアルバムである。規格品番 KICA-7812、コナミの品番は LC-254。収録曲はシングル曲「終わらないメモリー」のリミックスと新規収録曲9曲（うち1曲はカバー）。余談となるが、1998年に発売された上田祐司（現、うえだゆうじ）の『ときめきメモリアル』の登場人物である早乙女好雄名義でのキャラクターソングアルバム『100%の自分』のジャケットデザインは本作のもののパロディである。
東京都交通局が、本作の発売と同時に、発売記念Tカードを都営地下鉄各駅で発売している。
収録曲
1. Memories -地球はメリーゴーランド-  [4:31]
作詞：伊藤薫、作曲：財津和夫、編曲：根岸貴幸
2. 涙が出るのは悲しみだけじゃなくて [4:56]
作詞：国分友里恵、作曲・編曲：岩本正樹
3. 恋は星に届く [4:20]
作詞・作曲：種ともこ、編曲：岸村正実
4. 終わらないメモリー -REMIX- [4:12]
5. はぐれそうな天使 [4:33]
作詞：来生えつこ、作曲：来生たかお、編曲：根岸貴幸
前作の「夢をあきらめないで」に続く岡村孝子の楽曲のカバー。元々は作曲者の来生の曲だが、詩織が岡村を好きなアーティストとしている設定から岡村のカバーバージョン（編曲は船山基紀）をアレンジの下敷きとしている。キーが原曲に比べ高い点も前作同様。
6. 記憶の最初から [4:10]
作詞：国分友里恵、作曲：宮島律子、編曲：岩本正樹
7. always [5:25]
作詞・作曲：大江千里、編曲：内田光一
8. リンゴの樹の下で [4:24]
作詞・作曲：村下孝蔵、編曲：岩崎元是
9. Go! Go! パラメータ 〜Shiori〜 [4:23]
作詞：金月真美、作曲：小倉良、編曲：栗尾直樹
一連の「Go! Go! パラメータ」の第2作。
10. 伝えられない想い [5:11]
作詞：砂吹光、作曲：高野寛、編曲：岩本正樹

#### 風の扉
前作から1年以上空いた1999年4月2日に発売された3枚目のアルバムで、スタジオ・アルバムとしては最後の作品となった。規格品番 KICA-7961、コナミの品番は LC-405。収録曲はシングル曲4曲と新規収録曲6曲（うち1曲はカバー）。
収録曲
1. 風がかわるたび [4:30]
作詞：金月真美、作曲：上畑正和、編曲：岩崎元是
2. 幸せのイメージ [4:39]
作詞：秋山奈津、作曲：桐岡麻季、編曲：岩崎元是
3. 夕焼けのフォトグラフ [5:34]
作詞：京えりこ、作曲：白川明、編曲：根岸貴幸
4. フレンズ [4:59]
作詞：NOKKO、作曲：土橋安騎夫、編曲：根岸貴幸
レベッカの同名曲のカバー。キーは原曲と同じ。
5. もう一度キスしよう [5:01]
作詞：サンプラザ中野、作曲・編曲：西脇辰弥
6. タイムリミット [4:03]
作詞：ふじのマナミ、作曲：白川明、編曲：藤原いくろう
7. a promise [5:15]
作詞：くまのきよみ、作曲：M Rie、編曲：岩崎元是
8. 君につなぐMelody [5:27]
作詞：ふじのマナミ、作曲：M Rie、編曲：藤原いくろう
9. 夢を抱きしめていて [5:24]
作詞：及川眠子、作曲：M Rie 、編曲：根岸貴幸
10. こんな春の日だから [5:25]
作詞：白峰美津子、作曲：浅井裕子、編曲：岩崎元是

### ベスト・アルバム
規格は12センチCDである。

#### forever with you
1999年12月3日に発売されたベストアルバム。規格品番 KMCA-38、コナミの品番は LC-445。表題は『ときめきメモリアル』プレイステーション、セガサターン版の副題と同一。収録曲は『My Sweet Valentine』から3曲（トラック1 - 3）、『Memories』から5曲（トラック4 - 8）、『風の扉』から4曲（トラック9 - 12）と、先行シングルとなった「いっしょにいたいから」の全13曲。シングル曲のうちタイトル曲以外で収録されているのは「風と一緒に行こう」のみ。
ジャケット写真及び歌詞カードの写真ロケ地は広島県尾道市の各地。
大林宣彦監督の尾道三部作・尾道新三部作のロケ地で有名な場所で撮影されている。
(旧尾道市立久保小学校・旧尾道市立土堂小学校・タイル小路他。)
収録曲
1. 教えてMr.Sky [4:02]
2. 卒業アルバム [4:44]
3. 風と一緒に行こう [4:10]
4. 終わらないメモリー [4:10]
5. always [5:28]
6. 恋は星に届く[4:21]
7. 涙が出るのは悲しみだけじゃなくて [4:55]
8. Go! Go! パラメータ 〜Shiori〜 [4:23]
9. もう一度キスしよう [5:02]
10. 幸せのイメージ [4:38]
11. 風がかわるたび [4:31]
12. こんな春の日だから [5:22]
13. いっしょにいたいから [5:37]

### その他の参加作品

#### 藤崎詩織 piano collection
1998年4月3日に発売された、これまでの藤崎詩織名義の楽曲や一部の『ときめきメモリアル』使用楽曲などをピアノによるインストゥルメンタルにアレンジしたものを収録したアルバム。規格は12センチCDで、発売元はコナミ、販売元はキングレコード。規格品番 KICA7854、コナミの品番は LC298。全曲の編曲・ピアノ演奏を岩代太郎が手掛けている。
収録曲は『My Sweet Valentine』から3曲、『Memories』から2曲、『ときめきメモリアル』本編から2曲。他に岩代によるオリジナル曲が4曲あり、このうちの1曲「ねがい」にボーカルで参加している。
収録曲
1. Introduction 〜ねがい〜 [2:06]
作曲：岩代太郎
本作最後に収録されている「ねがい」のショート・インストゥルメンタルバージョン。
2. 恋の序章 [4:23]
作曲：岩代太郎
3. My Sweet Valentine [4:25]
4. 教えてMr.Sky [3:58]
5. 恋は星に届く [4:29]
6. 宛名のないラブレター [4:53]
作曲：岩代太郎
7. 芽生え [4:26]
作曲：コナミ矩形波倶楽部
『ときめきメモリアル』本編の春BGMをアレンジしたもの。
8. 伝えられない想い [5:08]
9. 卒業アルバム [5:11]
10. 思い出の数だけ… [4:52]
作曲：コナミ矩形波倶楽部
『ときめきメモリアル』本編の藤崎詩織BGMをアレンジしたもの。
11. ねがい [4:18]
作詞：金月真美、作曲：岩代太郎
本作唯一のボーカル曲。

#### Say Hello!
1998年5月22日に発売された栗林みえの2枚目のシングル「Say Hello!」が「栗林みえ with 藤崎詩織」名義となっている。規格は8センチCDで、発売元・販売元ともキングレコード。規格品番 KIDS7604。
収録曲
1. Say Hello!
  - フジテレビ系列『Oh!トロトロでいこう!』エンディングテーマ

2. あそぼうよ
3. Say Hello!  (KARAOKE)

## ときめきメモリアルシリーズ以外の作品への出演
『がんばれゴエモン3 獅子重禄兵衛のからくり卍固め』（1994年）
ネオ大江戸編の大江戸ツーリストの店員・しおりとして登場。詩織役の金月真美が声を担当。
『コナミGBコレクション』Vol.1（1997年）
ナビゲーターとして登場。
『コナミワイワイ倉庫番』（2006年）

『ラブプラス』シリーズ
『ラブプラス+』（2010年）、『NEWラブプラス』（2012年）にて、作中のミニゲーム「もえろ!対戦ぱずるだま」「もっともえろ!対戦ぱずるだま」のCPU戦最終面の隠しボスとして登場する。グラフィックなどは『ときめきメモリアル 対戦ぱずるだま』に準拠。
『ヒラメキパズル マックスウェルの不思議なノート』『スーパースクリブルノーツ』（2011年）
日本語ローカライズ版限定で、ノートに名前入力をするとアイテムとして出現する。
『オトメディウス エクセレント!』（2011年）
敵キャラクターとしてヘブンズゲート戦に登場。こちらも金月が声を担当。
『スーパーボンバーマン R』（2017年）
藤崎詩織ボンバーとして登場。
『ピクロジパズル』（2018年）

『ボンバーガール』（2018年）
プレイアブルキャラクターとして参戦。なお、本人ではなく、あくまで本人を模した「ボンバーガール」という設定である。
『麻雀ファイトガール』（2023年）
ゲストキャラクターとして参戦。麻雀ゲームと言う性質上、各種演出や役の読み上げボイスが新規収録されている。キャラクターとして使用するにはクレジットカードかPASELIを使用して利用権を購入する必要がある。
『パワプロアプリ』 (2024年)
『ときめきメモリアル』主要キャラクター - 『KONAMIドリームコラボ』の一環として、コラボイベント開催。藤崎詩織がイベキャラの実装。